# Isabelle Dumais
Isabelle Dumais, née à Sherbrooke en 1971, est une artiste visuelle, poète et enseignante québécoise,.

## Biographie
Artiste en arts visuels et poète, Isabelle Dumais s'intéresse à la peinture abstraite, l'essai littéraire, la poésie ainsi que la philosophie. Elle détient un baccalauréat en enseignement moral au secondaire (philosophie, théologie, pédagogie), un baccalauréat en arts plastiques, une maîtrise en arts visuels ainsi que des études doctorales en arts visuels de l'Université Laval.
Active sur la scène artistique québécoise et internationale pour sa pratique en estampe et en peinture, Dumais participe à de nombreuses expositions individuelles et collectives. Elle expose « des tableaux résolument abstraits, dépouillés mais sensibles » notamment à Taiwan, en Italie, en Suède, au Japon ainsi qu'au Québec,,. Elle réalise également plusieurs livres d'artistes dont Un Silence (textes et gravures, 2002) ainsi que Petites allégorie en cavale (textes et eaux-fortes, 2002).
Dans le cadre de sa pratique en arts visuels, elle reçoit notamment le Prix des arts visuels Stelio Sole (2018), le Prix Albert-Dumouchel, ainsi que le Prix de la Collection Loto-Québec lors de la Biennale d’estampe contemporaine de Trois-Rivières (2007),,,.
En plus d'enseigner les arts au Cégep de Drummondville, elle publie, en poésie, Un juste ennui (Éditions du Noroît, 2010), La compromission (Éditions du Noroît, 2013) ainsi que Les grandes fatigues (Éditions du Noroît, 2019),,,,. Les thèmes centraux traités dans ses recueils sont : la lenteur, l'ennui, la solitude et le dépouillement.
Elle signe également des textes dans plusieurs revues littéraires spécialisées (EXIT, Jet d'encre, Le Sabord, Estuaire, Cahiers littéraires Contre-jour) et participe également à divers événements littéraires (conférences, tables-rondes, lectures publiques et projets poétiques) au Québec et à Paris.
Récipiendaire du Livre de l'année au Prix Arts excellence Culture Mauricie (2020), du Prix Gérald-Godin (2020) ainsi que du Prix des Nouvelles Voix de la littérature (2012), Isabelle Dumais est également finaliste pour le Prix de poésie Alain-Granbois (2020), le Prix Clément-Morin de Culture Mauricie (2010) ainsi que le Prix littéraire de Radio-Canada (2008),,,,,.
Isabelle Dumais siège sur le conseil d'administration de la Société des écrivain.es de la Mauricie,,.

## Œuvres

### Poésie
- Un juste ennui, Montréal, Éditions du Noroît, 2010, 89 p. (ISBN 978-2-89018-680-4)
- La compromission, Montréal, Éditions du Noroît, 2013, 114 p. (ISBN 9782890188099)
- Les grandes fatigues, Montréal, Éditions du Noroît, 2019, 184 p. (ISBN 9782897661632 et 9782897661571)

## Prix et honneurs
- 2002 - Récipiendaire : Prix Albert-Dumouchel[9]
- 2007 - Récipiendaire : Prix de la Collection Loto-Québec, Biennale d’estampe contemporaine de Trois-Rivières[8]
- 2008 - Finaliste : Prix littéraire de Radio-Canada[20]
- 2010 - Finaliste : Prix Clément-Morin de Culture Mauricie
- 2012 -Récipiendaire : Prix des nouvelles voix de la littérature (pour Un juste ennui)[4],[16]
- 2018 - Récipiendaire : Prix des arts visuels Stelio Sole (pour l'exposition Le sublime et le subtil)[10]
- 2020 - Récipiendaire : Livre de l'année au Prix Arts excellence Culture Mauricie (pour Les grandes fatigues)[11]
- 2020 - Récipiendaire : Prix Gérald-Godin (pour Les grandes fatigues)[17]
- 2020 - Finaliste : Prix de poésie Alain-Granbois (pour Les grandes fatigues)[18]